# Теорія грошової циркуляції
Теорія грошової циркуляції або ж теорія монетарного кола (англ. Monetary circuit theory) — одна з ключових галузей економічної теорії посткейнсіанського напрямку, яка вивчає процеси створення, розподілу, обігу та використання грошей у суспільстві. Вона включає в себе аналіз різних аспектів грошового обігу, таких як: центральні банки, комерційні банки, фінансові ринки, кредитування та монетарна політика. Головною метою теорії грошової циркуляції є розуміння впливу грошей на економіку та визначення оптимальних стратегій їхнього управління для досягнення макроекономічної стабільності та економічного зростання. Ця теорія є важливою основою для розробки монетарної політики країн і визначення їхньої грошової системи.

## Огляд
Теорія монетарного кола — це економічний підхід, який зосереджується на аналізі грошових потоків та їх впливу на економічну діяльність. Він заснований на концепції кругообігу, яка включає безперервний потік грошей між різними економічними агентами, включаючи домогосподарства, компанії, банки, уряд і зовнішній сектор. Грошові потоки утворюються через витрати домогосподарств на товари та послуги, що, у свою чергу, створює дохід для підприємств. Ці компанії використовують дохід для виплати зарплати, купівлі ресурсів і реінвестування у виробництво, створюючи робочі місця та збільшуючи дохід для домашніх господарств.
Окрім потоків між домогосподарствами та підприємствами, теорія монетарного кола також розглядає участь банків у створенні грошей шляхом надання позик, що стимулює інвестиції та економічне зростання. Уряд також відіграє важливу роль у грошовому обороті через збір податків, державні витрати та реалізацію монетарної та фіскальної політики. Подібним чином зовнішній сектор, який охоплює міжнародну торгівлю та потоки капіталу, також впливає на грошові потоки та економіку в цілому.
Замість того, щоб зосереджуватися виключно на кількості грошей в обігу, теорія монетарного кола наголошує на грошових потоках і тому, як ці потоки впливають на виробництво, зайнятість і розподіл багатства. Крім того, ця теорія вважає, що грошові потоки мають як реальний, так і грошовий вплив на економіку, що означає, що грошові операції впливають не лише на кількість вироблених товарів і послуг, а й на розміщення ресурсів і розподіл доходу.

## Відмінності від інших подібних теорій
Теорія грошової циркуляції відрізняється від інших подібних теорій, таких як кількісна теорія грошей або теорія монетарної політики, у кількох аспектах:
- Концепція грошового обігу: Теорія грошової циркуляції зазвичай досліджує, як гроші рухаються в економіці та як цей рух впливає на різні аспекти економічної діяльності. Інші теорії можуть концентруватися на більш абстрактних концепціях, таких як монетарна політика або кількість грошей в обігу, без глибокого аналізу їх реальних впливів на економіку
- Реальні ефекти грошей: Теорія грошової циркуляції зазвичай розглядає, як зміни в обсягу грошей можуть впливати на реальні економічні змінні, такі як ціни, виробництво та зайнятість. Це різниця від інших теорій, які можуть акцентувати увагу на внутрішній консистентності грошової політики або монетарних інструментів без прямого зв'язку з реальними економічними наслідками.
- Функція грошей в економіці: Теорія грошової циркуляції досліджує роль грошей в економіці, враховуючи їх вплив на різні аспекти економічної діяльності, в той час як інші теорії можуть більше концентруватися на функціональному аспекті грошей або їх використанні в макроекономічних моделях.
- Інструментальність: Теорія грошової циркуляції часто використовується як інструмент для аналізу реальних економічних явищ і прийняття рішень у сфері грошової політики, тоді як інші теорії можуть мати більше теоретичний або концептуальний характер без безпосереднього практичного застосування.

## Критика та дискусії
Теорія монетарного кола викликала дискусії та критику з моменту свого створення. Нижче наведено деякі, з найбільш доречних критик щодо цієї теорії:
- Одним з головних обговорень щодо теорії монетарного кола є її складність та відсутність чіткої концептуальної основи. Критики можуть не погоджуватися з цією теорією саме через її складність та потенційну заплутаність у розумінні. Різноманітні грошові потоки та їхній вплив на економічних агентів можуть створювати труднощі в аналізі та практичному застосуванні цієї теорії.
- Теорія монетарного кола була піддана критиці через відсутність математичної формалізації. Деякі економісти стверджують, що теорії бракує строгих математичних моделей, які дозволяють робити точні прогнози та емпіричні перевірки. Відсутність формалізації може ускладнити оцінку та розвиток теорії порівняно з іншими, більш усталеними економічними теоріями.
- Ще одна поширена критика теорії монетарного кола полягає в обмеженому врахуванні зовнішніх факторів, які можуть впливати на грошові потоки. Теорія, як правило, зосереджується на внутрішніх грошових потоках економіки, не беручи до уваги такі аспекти, як: технологічні зміни, коливання цін на товари та послуги та зовнішні фактори, які можуть вплинути на грошові потоки та економічну діяльність.
- Деякі критики стверджують, що теорії монетарного кола може бути недостатньо для пояснення складних макроекономічних явищ, таких як фінансові кризи чи масштабні економічні коливання. Теорія зосереджена насамперед, на грошових потоках і може не належним чином розглядати інші макроекономічні змінні, такі як: інвестиції, безробіття чи фіскальна політика.